# H.F.M. 2 (Hunger for More 2)
Albums de Lloyd Banks
Rotten Apple
(2006)
Singles
1. Beamer, Benz, or Bentley
Sortie : 9 février 2010
2. Any Girl
Sortie : 8 juin 2010
3. Start It Up
Sortie : 2 novembre 2010
4. I Don't Deserve You
Sortie : 6 janvier 2011
5. So Forgetful
Sortie : 8 mai 2011

H.F.M. 2 (Hunger for More 2) est le troisième album studio de Lloyd Banks, sorti le 22 novembre 2010.
Cet album est la suite de son premier opus, The Hunger for More, sorti le 29 juin 2004.

## Liste des titres
| No  | Titre                                                                                          | Auteur                                                                       | Contient un (des) sample(s) de                     | Durée |
| --- | ---------------------------------------------------------------------------------------------- | ---------------------------------------------------------------------------- | -------------------------------------------------- | ----- |
| 1.  | Take 'Em to War (featuring Tony Yayo – Produit par Cardiak)                                    | Charles Lloyd, Marvin Bernard, Carl McCormick                                | It's Your Thing des Cold Grits                     | 3:29  |
| 2.  | Unexplainable (featuring Styles P – Produit par Cardiak)                                       | Lloyd, David Styles, McCormick                                               | Niggas Bleed de The Notorious B.I.G.               | 4:15  |
| 3.  | Payback (P's & Q's) (featuring 50 Cent – Produit par Grandz Muzik et Bliz Money)               | Lloyd, Kenny Nolan                                                           | A Song Between Us de Kenny Nolan                   | 4:12  |
| 4.  | Home Sweet Home (featuring Pusha T – Produit par Nick Speed)                                   | Lloyd, William Ross, Terrence Thornton                                       | The Detroit Riot d'Essie Moss et Rev. Robert Grant | 3:59  |
| 5.  | Beamer, Benz, or Bentley (featuring Juelz Santana – Produit par Prime)                         | Lloyd, LaRon James, Michael Forno                                            |                                                    | 3:28  |
| 6.  | So Forgetful (featuring Ryan Leslie – Produit par Ryan Leslie)                                 | Lloyd, Ryan Leslie                                                           |                                                    | 3:59  |
| 7.  | Father Time (Produit par G'Sparkz)                                                             | Lloyd, Gregorio Ford                                                         |                                                    | 3:25  |
| 8.  | Start It Up (featuring Swizz Beatz, Kanye West, Ryan Leslie et Fabolous – Produit par Cardiak) | Lloyd, Kasseem Dean, Kanye West, John Jackson, McCormick                     | In da Club de 50 Cent                              | 4:49  |
| 9.  | Celebrity (featuring Akon – Produit par Dirk Pate et Dré McKenzie)                             | Lloyd, Aliaune Thiam, Dirk Pate, Andre McKenzie                              |                                                    | 3:29  |
| 10. | On the Double (Produit par The WatcherZ)                                                       | Lloyd, George Gershwin, Ira Gershwin, DuBose Heyward, P. Jackson, N. Jackson | Summertime de Billy Stewart                        | 2:49  |
| 11. | Any Girl (featuring Lloyd – Produit par Dready)                                                | Lloyd, Lloyd Polite, Jr., Karl Daniel                                        |                                                    | 3:31  |
| 12. | I Don't Deserve You (featuring Jeremih – Produit par J.U.S.T.I.C.E. League)                    | Lloyd, Jeremiah Felton, Kevin Crowe, Erik Ortiz                              | Breakthrough d'Isaac Hayes                         | 3:52  |
| 13. | Sooner or Later (Die 1 Day) (featuring Raekwon – Produit par Frank Dukes)                      | Lloyd, Corey Woods, Adam Feeny                                               | The Hot Rock - Main Title de Quincy Jones          | 3:31  |

| 14. | Kill It (featuring Governor – Produit par Lab Ox et Vikaden)             | 3:21 |
| 15. | Where I'm At (featuring Eminem – Produit par Boi-1da et Matthew Burnett) | 5:18 |

| 14. | When I Get There (Produit par Doe Pesci) | 3:09 |
| 15. | Make Money (Produit parDoe Pesci)        | 4:26 |

| 14. | This is the Life (Produit par Young Seph et Cardiak) | 3:13 |
| 15. | Stuntin' (Produit par G'Sparkz)                      | 3:00 |

## Clips
1. Beamer, Benz, or Bentley (feat. Juelz Santana)
2. Any Girl (feat. Lloyd)
3. I Don't Deserve You (feat. Jeremih)
4. So Forgetful (feat. Ryan Leslie)
5. Where I'm At (feat. Eminem)

## Classement
| Classements / pays (2010) | Meilleure position |
| ------------------------- | ------------------ |
| Billboard 200             | 26                 |
| Top Rap Albums            | 4                  |
| Top R&B/Hip-Hop Albums    | 6                  |
| Top Independent Albums    | 2                  |